# Chris O’Hare
Chris O’Hare (* 23. November 1990 in West Linton) ist ein britischer Mittelstreckenläufer, der sich auf die 1500-Meter-Distanz spezialisiert hat.

## Sportliche Laufbahn
Erste internationale Erfahrungen sammelte Chris O’Hare bei den Commonwealth Youth Games 2008 in Pune, bei denen er den achten Platz über 1500 Meter belegte. Anschließend begann er ein Studium an der University of Tulsa und bestritt bis 2013 ausschließlich Wettkämpfe in den Vereinigten Staaten. 2013 qualifizierte er sich dann über 1500 Meter für die Weltmeisterschaften in Moskau, bei denen er im Finale mit Zwölfter wurde. 2014 nahm er an den Hallenweltmeisterschaften im polnischen Sopot teil und schied dort im ersten Vorlauf über 1500 Meter aus. Während der Freiluftsaison erfolgte die erstmalige Teilnahme an den Commonwealth Games in Glasgow, bei denen er im Finale mit 3:40,63 min den sechsten Platz belegte. Anschließend gewann er bei den Europameisterschaften in Zürich gewann in 3:46,18 min die Bronzemedaille.
2015 gewann er dann die Bronzemedaille bei den Halleneuropameisterschaften in Prag und lief dort im Finale 3:38,96 min. Er qualifizierte sich erneut für die Weltmeisterschaften in Peking, bei denen er mit 3:44,36 min im Halbfinale ausschied. 2016 belegte er bei den Hallenweltmeisterschaften in Portland in 3:46,50 min den achten Platz und qualifizierte sich erstmals für die Olympischen Sommerspiele in Rio de Janeiro. Dort gelangte er in das Halbfinale. 2017 nahm er zum dritten Mal an den Weltmeisterschaften in London teil und gelangte bis in das Finale, in dem er mit 3:38,28 min den zwölften Platz belegte.
2018 erfolgte die Teilnahme an den Hallenweltmeisterschaften in Birmingham, bei denen er im Finale mit 4:00,65 min den achten Platz belegte. Im April startete er erneut bei den Commonwealth Games in Gold Coast und belegte dort in 3:39,04 min ebenfalls den achten Rang.
2013 sowie 2017 und 2018 wurde O’Hare Britischer Meister im 1500-Meter-Lauf. Er ist Absolvent der University of Tulsa.

## Persönliche Bestzeiten
- 800 Meter: 1:47,34 min, 16. Juni 2017 in Philadelphia
  - 800 Meter (Halle): 1:48,28 min, 8. Februar 2013 in Fayetteville
- 1500 Meter: 3:32,11 min, 20. Juli 2018 in Monaco
  - 1500 Meter (Halle): 3:37,03 min, 10. Februar 2018 in Boston
- 1 Meile: 3:53,34 min, 27. Mai 2017 Eugene
  - 1 Meile (Halle): 3:52,91 min, 20. Februar 2016 in New York City